# Championnats du monde Xterra 2010
Navigation
Édition précédente Édition suivante
Les championnats du monde Xterra 2010, organisé par la Team Unlimited depuis 1986, se sont déroulés le 24 octobre à Maui dans l'État d'Hawaï. Les triathlètes se sont affrontés lors d'une épreuve sur distance M, comprenant 1500 mètres de natation, 30 km de vélo tout terrain (VTT) et 10 km de course à pied hors route.

## Résultats
Les tableaux présentent les « Top 10 » hommes et femmes des championnats du monde. 
| Position           | Triathlète      | Pays             | Temps           |
| ------------------ | --------------- | ---------------- | --------------- |
| Médaille d'or      | Conrad Stoltz   | Afrique du Sud   | 2 h 31 min 7 s  |
| Médaille d'argent  | Franky Batelier | France           | 2 h 36 min 14 s |
| Médaille de bronze | Michael Weiss   | Autriche         | 2 h 36 min 45 s |
| 4                  | Olivier Marceau | Suisse           | 2 h 37 min 47 s |
| 5                  | Nicolas Lebrun  | France           | 2 h 38 min 50 s |
| 6                  | Eneko Llanos    | Espagne          | 2 h 40 min 44 s |
| 7                  | Richard Ussher  | Nouvelle-Zélande | 2 h 41 min 3 s  |
| 8                  | Felix Schumann  | Allemagne        | 2 h 41 min 31 s |
| 9                  | Mike Vine       | Canada           | 2 h 41 min 53 s |
| 10                 | Jim Thijs       | Belgique         | 2 h 43 min 26 s |

| Position           | Triathlète           | Pays        | Temps           |
| ------------------ | -------------------- | ----------- | --------------- |
| Médaille d'or      | Shonny Vanlandingham | États-Unis  | 2 h 58 min 20 s |
| Médaille d'argent  | Julie Dibens         | Royaume-Uni | 2 h 59 min 32 s |
| Médaille de bronze | Marion Lorblanchet   | France      | 3 h 6 min 11 s  |
| 4                  | Christine Jeffrey    | Canada      | 3 h 7 min 22 s  |
| 5                  | Suzanne Snyder       | États-Unis  | 3 h 8 min 4 s   |
| 6                  | Carina Wasle         | Autriche    | 3 h 8 min 6 s   |
| 7                  | Lesley Paterson      | Écosse      | 3 h 11 min 37 s |
| 8                  | Sara Tarkington      | États-Unis  | 3 h 11 min 45 s |
| 9                  | Emma Ruth Smith      | Royaume-Uni | 3 h 11 min 53 s |
| 10                 | Emma Garrard         | États-Unis  | 3 h 13 min 37 s |